# Przestrzeń nadobojczykowa
Przestrzeń nadobojczykowa (łac. spatium supraclaviculare) – w anatomii człowieka część boczna szczelinowatej przestrzeni łącznotkankowej utworzonej przez blaszkę powierzchowną i przedtchawiczą powięzi szyi położona nad częścią mostkową obojczyka, w trójkącie łopatkowo-obojczykowym (utworzonym przez obojczyk, brzusiec dolny mięśnia łopatkowo-gnykowego i brzeg boczny mięśnia mostkowo-obojczykowo-sutkowego). 
Przestrzeń nadobojczykowa zawiera skąpą ilość luźnej tkanki łącznej i tkanki tłuszczowej. Jest jedną z przestrzeni międzypowięziowych szyi.